# Satan Is Real
Satan Is Real è un album del duo musicale statunitense di genere country The Louvin Brothers, pubblicato nel 1959.

## Il disco
Il disco è considerato uno degli album capolavoro della musica di genere country, nonché il lavoro migliore e più celebre dei Louvin Brothers. Venne prodotto da Ken Nelson, e le registrazioni cominciarono nell'agosto del 1958.

## Accoglienza
- AllMusic valuta il disco con il punteggio massimo di 5 stelle su 5[2]
- No Depression valuta il disco con una "A"[3]
- PopMatters valuta il disco con il punteggio massimo di 5 stelle su 5[4]

## Tracce
1. "Satan Is Real"
2. "There's a Higher Power"
3. "The Christian Life"
4. "The River of Jordan"
5. "The Kneeling Drunkard's Plea"
6. "Are You Afraid to Die"
7. "He Can Be Found"
8. "Dying from Home, And Lost"
9. "The Drunkard's Doom"
10. "Satan's Jeweled Crown"
11. "The Angels Rejoiced Last Night"
12. "I'm Ready to Go Home"